# Castello di Niviano
Das Castello di Niviano ist eine mittelalterliche Burg in Niviano, einem Ortsteil der Gemeinde Rivergaro in der italienischen Emilia-Romagna.
Das Gebäude liegt in der oberen Poebene, zu Füßen der ersten Hügel des ligurischen Apennins im unteren Val Trebbia am orographisch rechten Ufer des Flusses Trebbia, von wo aus der „Caminus Genue“, der Verbindungsweg von Piacenza nach Genua kontrolliert werden konnte.

## Geschichte
Man weiß, dass das mittelalterliche Gebäude auf früheren Festungsbauten errichtet wurde, die zu Verteidigungszwecken dienten und in der Nähe von „Novellianus“ liegen; das Toponym, das in der Tabula Alimentaria Traianea erwähnt wurde, bezeichnete eine altrömische Station, deren Name von der Tatsache abgeleitet ist, dass sie an der Straße entlang dem Val Trebbia liegt, ad novum milium (dt.: neun (römische) Meilen entfernt) von Piacenza. Im 12. Jahrhundert gehörte die Festung der Familie Malaspina und fiel dann im 14. Jahrhundert an die Familie Landi aus Rivalta, die mit Ausnahme einiger Unterbrechungen – eine davon von 1438 bis 1448, als das Gebäude der Familie Piccinino gehörte – das Anwesen bis zum Anfang des 19. Jahrhunderts behielt; dann starb dieser Familienzweig mit dem Tod des Markgrafen Giuseppe Landi aus.
Am 4. Juli 1462 war die Burg das Epizentrum einer Revolte, die von einer Gruppe aus etwa 7000 Bauern aus der Provinz Piacenza angezettelt wurde, die nach Schwierigkeiten aufgrund der Anhebung von Steuerzahlungen, nachdem der Herzog von Mailand, Francesco I. Sforza, ihren Antrag auf Befreiung von der Steueranhebung abgelehnt hatte, die Burg belagerten, in der der herzogliche Kommissar Maleta wohnte. Die Revoltierenden, die von Onofrio Anguissola und Giacomo Pelizzari, genannt „Il Pelloia“, kommandiert wurden, wurden aber von etwa 500 Infanteristen und Reitern unter der Führung von Ludovico III. Gonzaga gestoppt, und zwar in einer Schlacht bei Grazzano Visconti, an deren Ende der größte Teil der Rebellen von den herzoglichen Truppen gefangen genommen und in Piacenza eingesperrt wurde, wo an ihnen in Gruppen von 3–4 Personen pro Tag die Todesstrafe durch Erhängen vollstreckt wurde, zu der sie verurteilt worden waren. Die beiden Haupträdelsführer, Pelloia und Anguissola, wurden zum Selbstmord gezwungen, bzw. im Castello di Montechiaro eingesperrt.
Im selben Jahr benannte Caterina Landi, die Gattin von Giovanni Grossi, ihre Tochter Ermellina, die Gattin von Gasparino Visconti, als Erbin der Burg unter der Bedingung, dass nach deren Tod das Gebäude an das große Hospital von Piacenza fallen würde. 1490 fiel die Burg von Ermellina Landi tatsächlich an das große Hospital von Piacenza, aber die Nutznießung verblieb in den Händen der Familie in Person von Corrado Landi aus Rivalta.
1511 wurde der Besitz an der Burg unter den Nachkommen des Grafen Manfredi Landi aufgeteilt, aber später wiedervereinigt, weiterhin unter dem Rivalta-Zweig der Familie Landi. 1526 wurde die Festung von Landsknechten, Söldner in Diensten des Kaisers Karl V. angegriffen. Am 15. Januar 1565 erhielt der Graf Camillo Landi die Festung.
Während des Risorgimento, 1859, ließ sich dort das österreichische Militärkommando nieder, um einem möglichen Angriff der sardischen Truppen zuvorzukommen, die in Bobbio saßen.
Als die Burg in private Hände kam, wurde sie in ein landwirtschaftliches Gut umgestaltet.

## Beschreibung
Das Gebäude, das großenteils aus Mauerziegeln erbaut wurde, befindet sich in gutem Erhaltungszustand und zeigt die Charakteristik der Burgen in der Poebene in der Provinz Piacenza: Sie besteht aus einer rechteckigen Anlage mit vier niederen, zylindrischen Ecktürmen und den Seiten nach den vier Haupthimmelsrichtungen ausgerichtet. Die Türme sind in gutem Erhaltungszustand, insbesondere die beiden auf der Westseite, und mit Krönungen durch besonders niedere Fensterchen mit Korbbögen anstelle der originalen, mittelalterlichen Zinnen versehen. Zwischen den Fensterchen befinden sich Mauerteile.
Die Nordseite, deren heutiges Aussehen dem ursprünglichen entspricht, ist die bedeutendste und mit einem kleinen Turm als Eingang versehen, während von der ursprünglichen, doppelten Zugbrücke für Fußgänger und Wägen lediglich die Widerlager der Bolzen erhalten geblieben sind. Auf den anderen drei Seiten erkennt man Abschnitte der Kurtine aus Mauerziegeln und teilweise in landwirtschaftliche Gebäude integriert.